# Pseudagoma pinheyi
Pseudagoma pinheyi är en fjärilsart som beskrevs av Sergius G. Kiriakoff 1975. Pseudagoma pinheyi ingår i släktet Pseudagoma och familjen nattflyn. Inga underarter finns listade i Catalogue of Life.